# جانکشن (ویسکانسین)
جانکشن (به انگلیسی: Junction) یک منطقهٔ مسکونی در ایالات متحده آمریکا است که در شهرستان کلارک، ویسکانسین واقع شده‌است. جانکشن ۳۵۳٫۸۸ متر بالاتر از سطح دریا واقع شده‌است.